# Naro-Fominsk
Naro-Fominsk (del ruso: Наро-Фоминск) es una ciudad del óblast de Moscú, en Rusia. Está situada a orillas del río Nara, a 70 km al sudoeste de Moscú. Su población se elevaba en 2009 a 72.900 habitantes.

## Historia
Las primeras menciones sobre la existencia de la ciudad están en las crónicas de 1339, estaba entonces en los dominios de Iván I de Rusia. La ciudad moderna de Naro-Fominsk era en principio una comuna urbana resultado de la fusión de los pueblos de Fomínskoye y Málaya Nara en 1925. Al año siguiente, recibió el estatus de ciudad. Durante la Segunda Guerra Mundial, Naro-Fominsk sufrió grandes destrucciones. La ciudad alberga la Cuarta División blindada Kantemirovskaya, que forma parte del Distrito Militar de Moscú.

## Demografía
| 1939   | 1959   | 1970   | 1979   | 1989   | 2002   | 2008   |
| ------ | ------ | ------ | ------ | ------ | ------ | ------ |
| 32 000 | 35 400 | 48 700 | 55 900 | 58 300 | 70 475 | 71 366 |

## Economía y transporte
Naro-Fominsk es un centro importante de la industria textil (seda y mercería). Cuenta igualmente con fábricas de material eléctrico, de plásticos (una fábrica de la empresa Rexam) y juguetes.
Naro-Fominsk se encuentra en la vía férrea Moscú-Kiev. También tiene conexión con Óbninsk y Kaluga.